# 富士見町駅 (鳥取県)
富士見町駅（ふじみちょうえき）は、鳥取県米子市冨士見町にある、西日本旅客鉄道（JR西日本）境線の駅である。妖怪の名前から取られた愛称はざしきわらし駅である。
JR西日本後藤総合車両所・本所の最寄駅。

## 歴史
- 1987年（昭和62年）11月1日：境線博労町駅 - 後藤駅間に新設[2]。同線三本松口駅・御崎口駅（現：大篠津町駅）・高松町駅・馬場崎町駅と共に同年4月のJR西日本発足以来初の新駅である[3]。
- 2019年（平成31年) 3月16日：車載型IC改札機により、ICカード「ICOCA」が利用可能となる[4]。

## 駅構造
境港方面に向かって左側に単式ホーム1面1線を有する地上駅（停留所）。米子駅管理の無人駅。駅舎は無く、ホーム境港寄り入口から直接入る形となっている。上屋下のボックス内に自動券売機が設置ある。後付けの駅であるためか、ホーム幅が狭い。
後藤駅の下り場内信号機がホームの先端にあるため赤現示時にはホーム進入手前でATS警報が鳴る。駅北西で国道9号が線路を跨ぎ越す。

## 利用状況
近年の1日平均乗降人員の推移は以下の通り。
| 乗降人員推移 | 乗降人員推移 |
| 年度         | 1日平均人数  |
| ------------ | ------------ |
| 2007年       | 207          |
| 2008年       |              |
| 2009年       |              |
| 2010年       |              |
| 2011年       | 275          |
| 2012年       | 311          |
| 2013年       | 310          |
| 2014年       | 284          |
| 2015年       | 266          |
| 2016年       | 286          |
| 2017年       | 310          |
| 2018年       | 306          |

## 駅周辺
隣駅の博労町駅との駅間距離は営業キロが0.5kmと設定されているが、実際の距離（実キロ）は約420mであり、JR全路線の中で実質的な最短駅間距離である。
- JR西日本後藤総合車両所
- 米子市公会堂
- JU米子髙島屋
  - MaxValu JU米子高島屋店
  - 米子角盤町郵便局
- 米子市立啓成小学校
- 米子しんまち天満屋
- トワライズ本社
  - ホテルわこう・スペースクリエイト自遊空間米子店（トワライズ系列）
- 米子警察署 角盤交番
- 米子しんまち郵便局
- 鳥取銀行米子中央支店
- 山陰合同銀行米子中央代理店
- 米子信用金庫 本町支店
- 島根銀行 米子支店
- 中国銀行米子支店
- BSS山陰放送
- 米子市福祉保健総合センター ふれあいの里
- 国道9号
- 国道181号
- 国道183号
- 国道482号
- 鳥取県道・島根県道101号米子伯太線
- 鳥取県道・島根県道102号米子広瀬線
- 鳥取県道157号米子港線

### バス路線
最寄りとなるバス停は西500m程の「公会堂前・高島屋前」、または東に500m程の「日の出町」。日ノ丸自動車、日本交通が停車する。北西400m程の「ふれあいの里」ではだんだんバス（米子市）にも乗車可能。

## 隣の駅
西日本旅客鉄道（JR西日本）
 境線
博労町駅（コロポックル駅） - 富士見町駅（ざしきわらし駅） - 後藤駅（どろたぼう駅）